# همهوفن
همهوفن (به آلمانی: Hemhofen) یک شهر در آلمان است که در ارلانگن-هخشتات واقع شده‌است.